# 弗羅拉 (印第安納州)
弗羅拉（英語：Flora）是一個位於美國印地安納州卡洛爾縣的城鎮。

## 地理
弗羅拉的座標為40°32′45″N 86°31′24″W / 40.54583°N 86.52333°W，而該地的平均海拔高度為214米（即702英尺）。

## 人口
根據2010年美國人口普查的數據，弗羅拉的面積為2.74平方千米，當中陸地面積為2.74平方千米，而水域面積為0.00平方千米。當地共有人口2,036人，而人口密度為每平方千米743人。